# Stenocercus pectinatus
Stenocercus pectinatus este o specie de șopârle din genul Stenocercus, familia Tropiduridae, descrisă de Auguste Henri André Duméril și Bibron 1835. Conform Catalogue of Life specia Stenocercus pectinatus nu are subspecii cunoscute.